# Ópera de St. George
La Ópera de St. George (en inglés: St. George Opera House) también conocido como el St. George Social Hall, es un edificio histórico en St. George, Utah al oeste de los Estados Unidos. El edificio fue construido por el Club de Jardineros de la localidad de St. George como una bodega. Como la demanda de vino disminuyó, el edificio fue ampliado para albergar producciones teatrales. Funcionó como tal hasta que se vendió a la Compañía Azucarera Utah-Idaho en 1936. Fue restaurado como un teatro de ópera en 1988 y se volvió a abrir al público desde entonces.